# Саганатам
Саганатам (каз. Сағанатам) — тип казахских исторических надгробных памятников, распространённый на Устюрте и Мангышлаке, а также в долинах рек Эмба и Сагыз. В народе иногда используется синонимичное название «керегетам».
Саганатам представляет собой прямоугольную (в редких случаях многогранную) каменную ограду без перекрытия. При этом боковые стены выполняются с понижением высоты к середине. По четырём углам сооружения могут устанавливаться колонны, а стены могут быть украшены орнаментированными порталами. Саганатам возводился без фундамента, а его основание выкладывалось в виде рамки камнем.
Для строительства использовались плоские плиты, вырубленные или выпиленные из камня. Их размеры, как правило, составляли 60—70 см в длину, 40—50 см в ширину и 7—10 см в толщину. Ширина саганатама обычно равнялась 60—65 см.
В некоторых случаях на стены наносились изображения вооружённых конных воинов и даже целые сцены военных подвигов и других примечательных деяний похороненных людей. Другие распространённые изображения — оружие, предметы быта, музыкальные инструменты, скот. На отдельных памятниках батыров из племени адай в память о борьбе с каспийскими морскими пиратами изображены корабли.
Саганатамы известны со времён Средневековья, однако наибольшее распространение получили в XIX — начале XX веков.